# 왕소금
왕소금 또는 굵은소금은 김치 절이기 등 한국 요리에 쓰이는 알이 거칠고 굵은 천일염이다. 이 소금은 김치를 담글 때 배추를 소금에 절이는 데 주로 사용된다. 최소한의 가공을 하기 때문에 소금에는 미생물이 존재하여 발효식품의 향미를 발현시키는 역할을 한다.

## 사진 갤러리

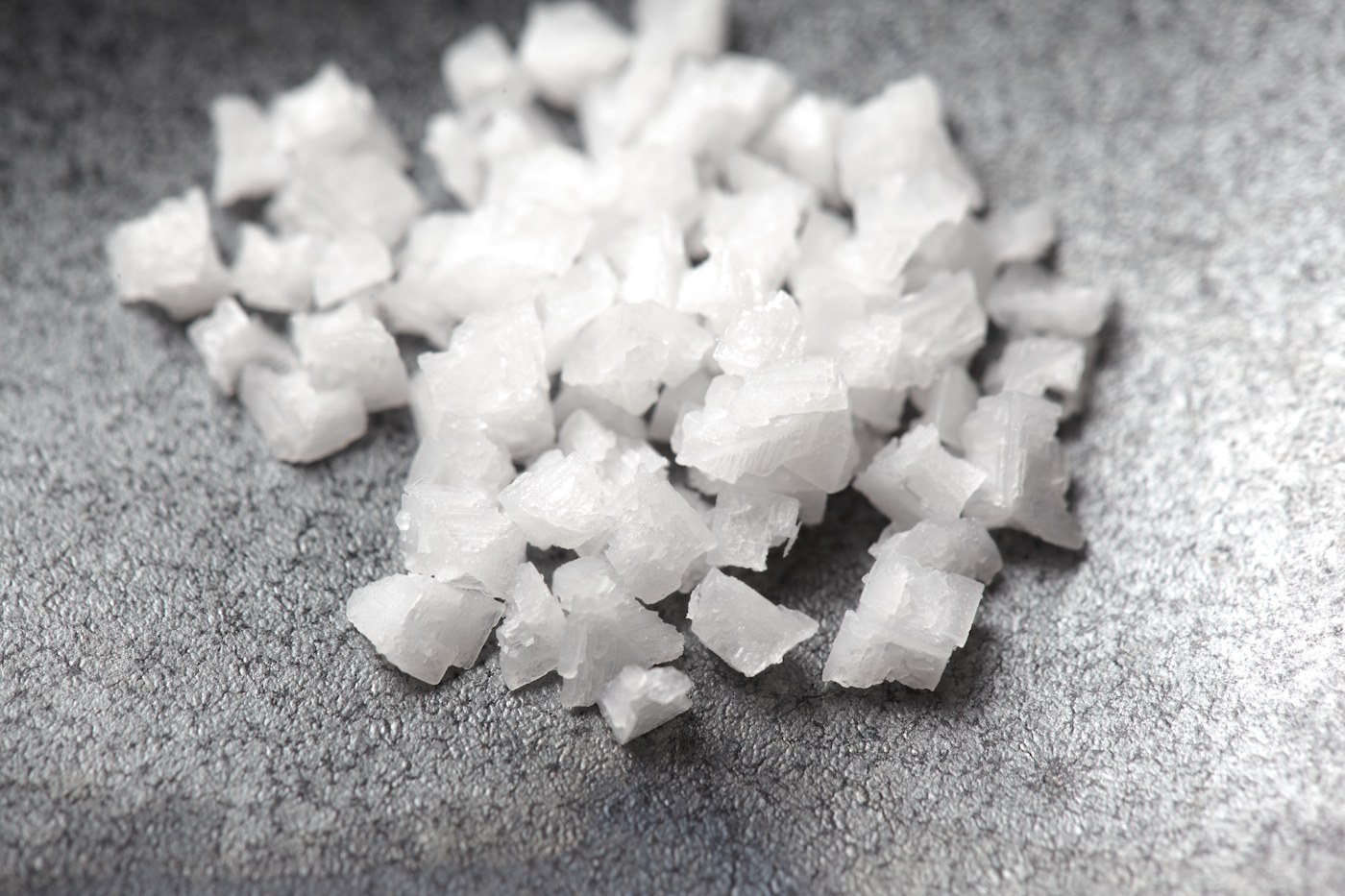
왕소금 알갱이